# Erik Marmo
Erik Marmo de Moraes (Niterói, 24 de junho de 1976) é um apresentador, ator e empresário brasileiro. Em 2012 mudou-se para os Estados Unidos, passando a apresentar o Planeta Brasil, na Globo Internacional, a partir de 2015.

## Carreira
Em 2001, estreou na televisão fazendo uma participação na sétima temporada de Malhação, interpretando o primeiro personagem homossexual da história da novela, Sócrates, que escondia dos colegas de colégio seu namorado por medo do preconceito. Em 2002 integrou a quarta temporada do seriado Sandy & Junior, interpretando o tímido João Pedro, que lidava com a saída de seu pai da prisão. Em 2003 teve seu papel de maior destaque em Mulheres Apaixonadas como Cláudio, que, ao lado de Carolina Dieckmann, rapidamente se tornou o casal jovem principal da trama. Em 2004 protagonizou a minissérie Um Só Coração sobre a Semana de Arte Moderna de 1932. No mesmo ano integrou o elenco da novela Começar de Novo.
Em 2005 interpretou Hélio em Alma Gêmea. Em 2007 interpretou o arcanjo Gabriel em Sete Pecados, o supervisor dos anjos que estavam na terra para proteger seus pupilos, se apaixonando por uma humana. Em 2009 entrou para o elenco de Três Irmãs na fase final, interpretando o delegado Ricardo Rios. Em 2011 interpretou o fotógrafo Davi em Morde & Assopra. Em 2012 interpretou o dentista Osmundo em Gabriela, que vivia um romance com uma mulher bem mais velha. Em 2012 decidiu mudar-se para os Estados Unidos para cuidar de negócios empresariais. Em 2015 estreia como apresentador do programa Planeta Brasil, da Globo Internacional. Em 2017 realiza uma participação em Tempo de Amar, interpretando o comerciante português Martim.

## Vida pessoal
Em 2003 Erik teve um breve relacionamento com a cantora Wanessa Camargo. Em 2006 começou a namorar a modelo Larissa Burnier, com quem se casou em 30 de março de 2009. O casal tem dois filhos, Daniel (2009) e Nathan (2011).

## Filmografia

### Televisão
| Ano       | Título               | Personagem                      | Notas                                      |
| --------- | -------------------- | ------------------------------- | ------------------------------------------ |
| 1999      | Andando nas Nuvens   | Cliente do Food Truck do Otávio | Episódio: "4 de junho"                     |
| 2001      | Malhação             | Sócrates Coelho (Sô)            | Episódios: "29 de janeiro–15 de fevereiro" |
| 2002      | Sandy & Junior       | João Pedro Pereira              | Temporada 4                                |
| 2003      | Mulheres Apaixonadas | Cláudio Moretti                 |                                            |
| 2004      | Um Só Coração        | Martim Paes de Almeida          |                                            |
| 2004      | Começar de Novo      | Carlos Moreno                   |                                            |
| 2005      | Alma Gêmea           | Hélio Santini                   |                                            |
| 2007      | Sete Pecados         | Arcanjo Gabriel                 |                                            |
| 2008      | Casos e Acasos       | Tico                            | Episódio: "A Volta, a Cena e as Férias"    |
| 2009      | Três Irmãs           | Dr. Ricardo                     | Episódios: "1–10 de abril"                 |
| 2009      | Malhação             | Ricardo Gianini                 | Episódios: "5–6 de outubro"                |
| 2011      | Morde & Assopra      | Davi Pascoli                    |                                            |
| 2012      | Gabriela             | Dr. Osmundo Pimentel            |                                            |
| 2015–2018 | Planeta Brasil       | Apresentador                    |                                            |
| 2017      | Tempo de Amar        | Martim                          | Episódios: "1–4 de novembro"               |
| 2018      | Animal Kingdom       | Tomas                           | Episódio: "Broke from the Box"             |
| 2019      | The Purge            | Rob                             | Episódio: "House of Mirrors"               |

### Cinema
| Ano  | Título                                   | Personagem |
| ---- | ---------------------------------------- | ---------- |
| 2005 | Mais Uma Vez Amor                        | Jota       |
| 2009 | Flordelis - Basta uma Palavra para Mudar | Flavinho   |